# Oryctina
Oryctina es un género  de arbustos  perteneciente a la familia Loranthaceae. Es originario de Sudamérica.

## Taxonomía
El género fue descrito por Philippe Édouard Léon Van Tieghem y publicado en Bulletin de la Société Botanique de France  42: 169 en el año 1895.  La especie tipo es Oryctina scabrida (Eichler) Tiegh.

## Especies aceptadas
A continuación se brinda un listado de las especies del género Oryctina aceptadas hasta noviembre de 2014, ordenadas alfabéticamente. Para cada una se indica el nombre binomial seguido del autor, abreviado según las convenciones y usos.	
- Oryctina atrolineata Kuijt
- Oryctina badilloi 	(Ferrari) Kuijt
- Oryctina chlamydata 	(Rizzini) Kuijt
- Oryctina costaricensis 	Kuijt
- Oryctina eubrachioides 	Kuijt
- Oryctina myrsinites 	(Eichler) Kuijt
- Oryctina pedunculata 	(Kuijt) Kuijt
- Oryctina piranii 	Rizzini
- Oryctina quadrangularis 	Kuijt
- Oryctina scabrida 	(Eichler) Tiegh.
- Oryctina subaphylla 	Rizzini